# Serra do Candán
La serra do Candán est une chaîne de montagnes de Galice qui s'étend le long des communes de Forcarei, Lalín, Silleda, Beariz et O Irixo dans la province de Pontevedra en Espagne. Elle est située dans la dorsale galicienne et c'est là que prennent leur source les rivières Lérez, Umia et plusieurs affluents de la Deza. Il s'agit d'une zone spéciale de conservation (ZSC).

## Géographie
La plupart des roches de la sierra sont composées de granite et de schiste. Morphologiquement la surface de la sierra est courbée, son orientation est parallèle à la côte, ce qui la rend responsable de l'effet foehn qui fait monter les fronts humides provenant de l'Atlantique lorsqu'ils atteignent le versant ouest de la serra do Candán. Ils se refroidissent en s'élevant et, par conséquent, l'eau se condense puis se déverse sous forme de pluie avant d'atteindre le sommet, tandis que le côté sous le vent reçoit l'air frais qui se réchauffe en perdant de l'altitude.
Les principaux sommets sont le Candán - également appelé Alto de San Bieito ou mont de San Bento - (1 014 mètres), El Coco (969 mètres), Seixiños Blancos (905 mètres), Chamor (815 mètres) et l'Alto de San Sebastián (750 mètres).
La serra do Candán est incluse dans le réseau Natura 2000 en raison de la richesse de ses écosystèmes, qui vont des forêts galeries et des forêts des zones basses et des bords des rivières, à la garrigue d'ajoncs, genêts, bruyère et genêts à balais.
Parmi la faune présente dans la sierra do Candán, des espèces en danger d'extinction comme la chouette royale et l'aigle royal se distinguent, ainsi que des espèces plus communes comme l'autour des palombes, la buse variable, l'effraie des clochers, le loup, le chat sauvage, la belette et le renard.

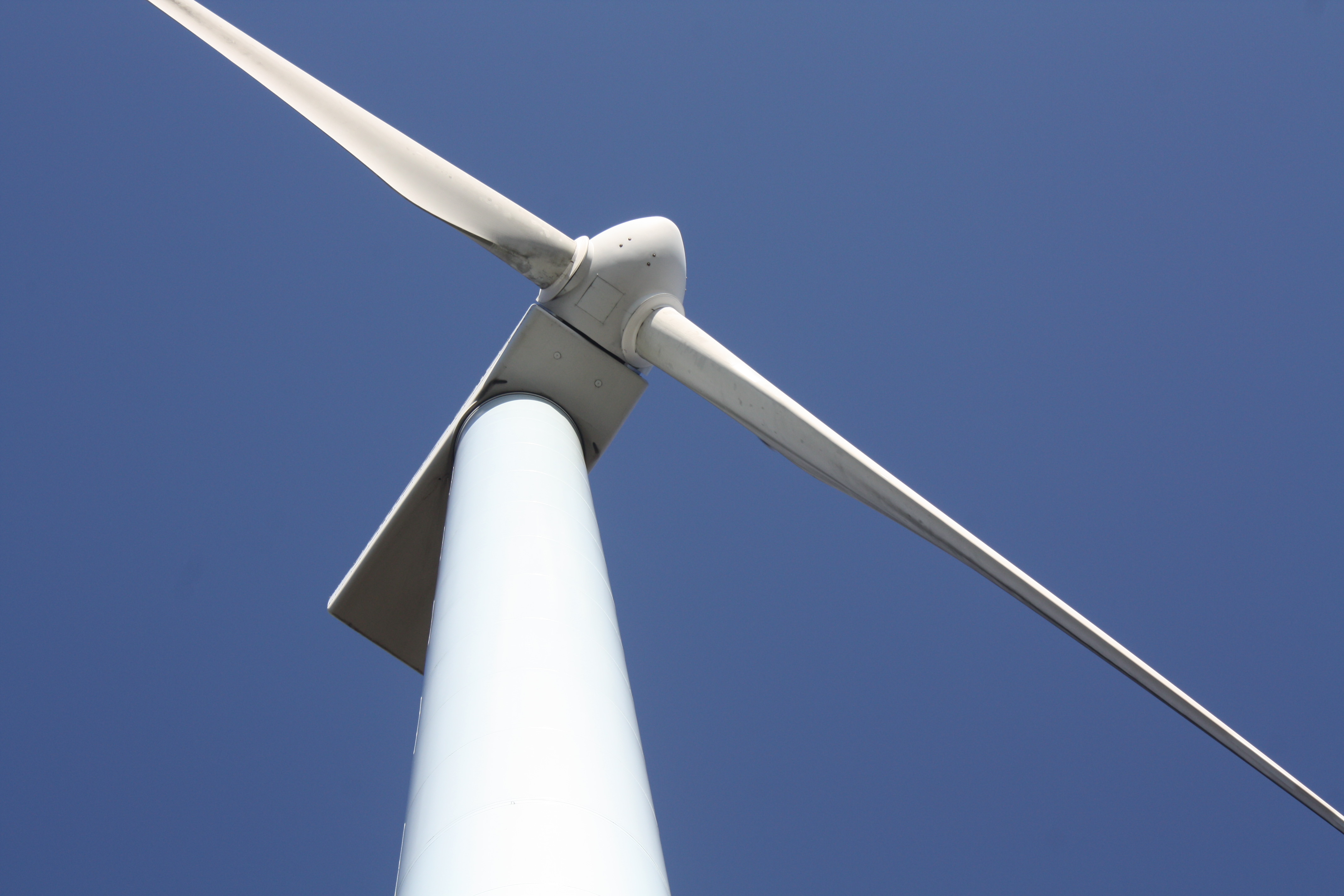
Éoliennes dans la serra do Candán.
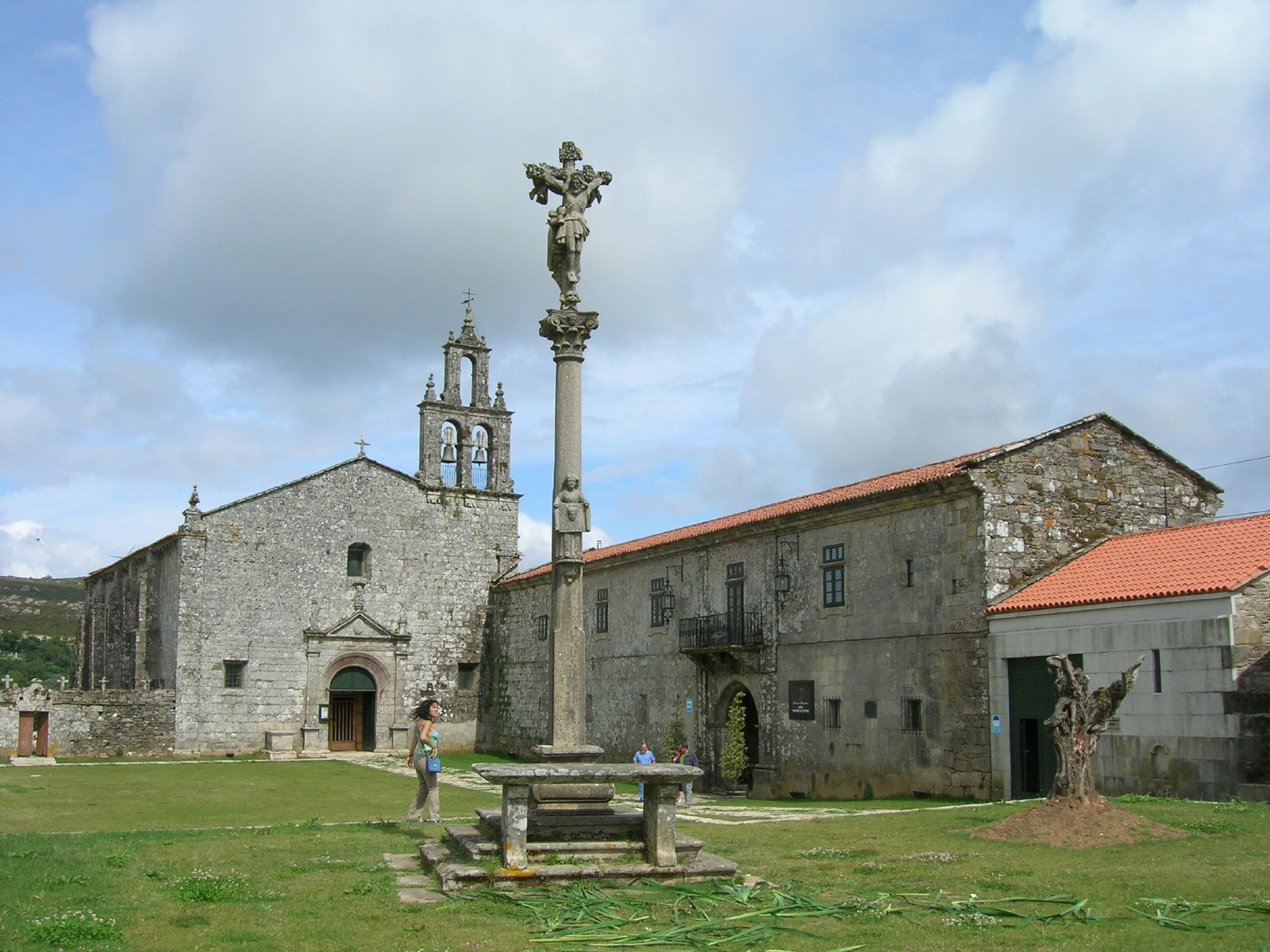
Monastère Sainte-Marie d'Aciveiro.
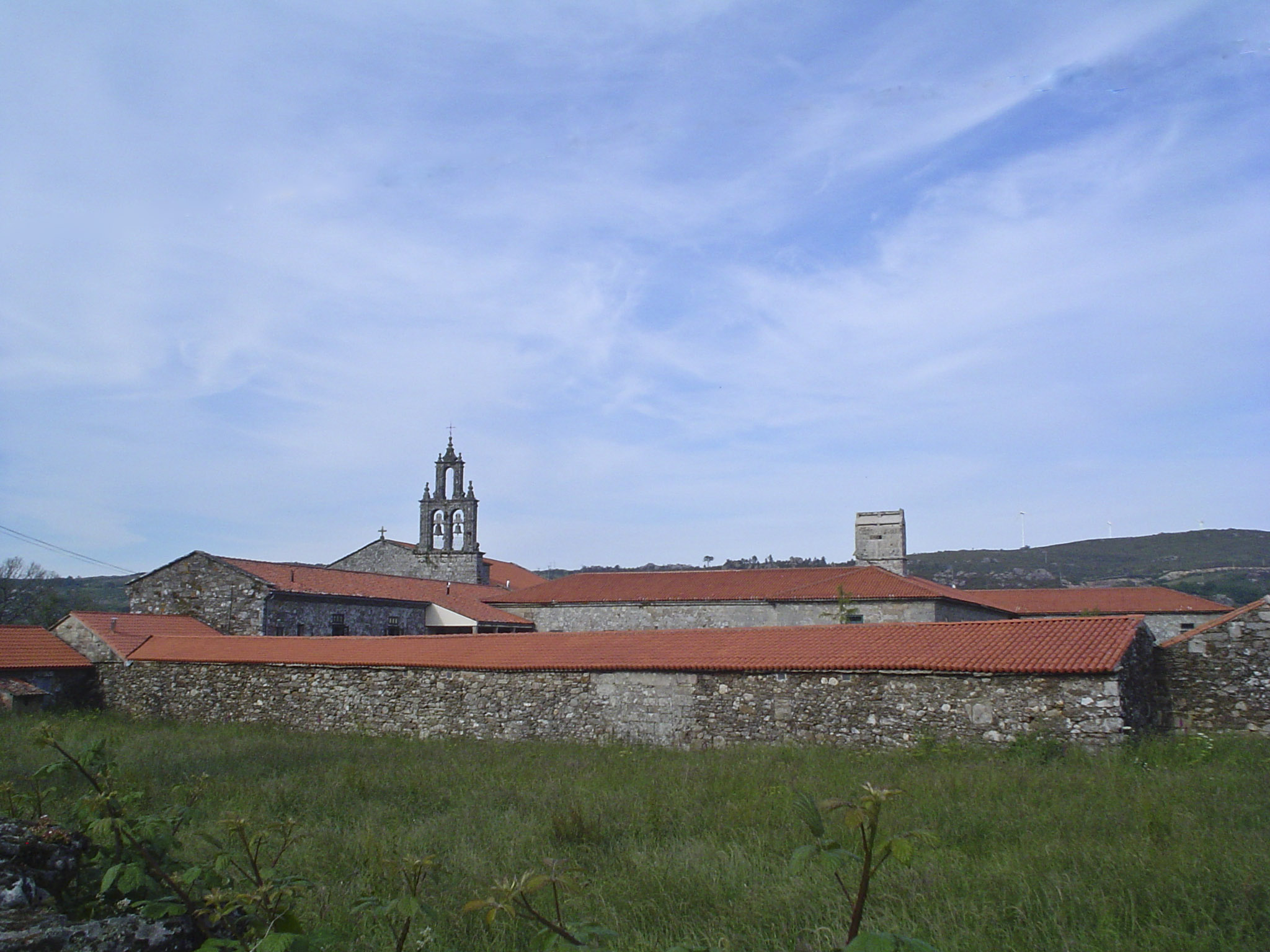
Monastère avec la sierra en arrière-plan.